# Pentti Saarikoski
Pentti Saarikoski (Impilahti, actual República de Carèlia 2 de setembre de, 1937 - Joensuu 24 d'agost 1983) va ser un dels poetes més importants en l'escena literària de Finlàndia durant els anys 1960 i 1970. Va estudiar literatura grega i romana a la Universitat de Hèlsinki (1954) però mai va obtenir la titulació per causa de la seva fòbia als exàmens.
La seva obra comprèn poesia i traduccions, va traduir més de setanta llibres, d'autors com John Osborne, J.D.Salinger, Italo Calvino, Henry Miller, Roald Dahl, Saul Bellow, i Anaïs Nin, clàssics com l'Odissea d'Homer i l'Ulisses de James Joyce. A Finlàndia va obtenir nombrosos premis literàris com a escriptor, poeta i traductor.
D'acord amb Saarikoski, fou l'única persona al món que va traduir tant l'Odissea d'Homer i l'Ulisses de Joyce; una declaració que probablement és certa fins i tot avui dia. D'altra banda, només va trigar dos anys per traslladar l'Odissea d'Homer a partir de l'edició de Victor Bérard Altres traduccions notables foren la  poètica  d'Aristòtil i El vigilant en el camp de sègol de J.D. Salinger.
Saarikoski està enterrat a Heinävesi al cementiri del monestir de Valamon luostari.

## Obra

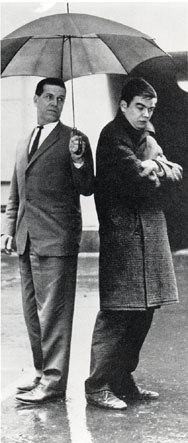
Saarikoski a la dreta

El primer text de Saarikoski fou Mitä tapahtuu todella? (El que realment està passant?) publicat el 1962 amb gran èxit de crítica i públic. Es tractava d'una col·lecció de poemes que va anunciar una nova era en la cultura finlandesa, establint les bases de l'anomenada Poesia participativa, un corrent que deia que els poetes havien de participar en la política a través del seu treball. De fet, alguns dels poemes que apareixen a la col·lecció tenen un to polític clar, mentre que en la dècada de 1950, l'època de l'avantguarda finesa, els poemes eren més propers a l'art per l'art. Mitä tapahtuu todella? també mostra un marcat canvi en l'estil del poeta. Els seus primers treballs Runoja (Poemes) i Toisia Runoja (Altres poemes), tots dos publicats el 1958, encara no formaven part de l'anomenada "poesia participativa" o "poesia democràtica", com el mateix poeta va anomenar al seu estil. En el seu lloc, es distingeixen per les seves referències a l'antiguitat grega, mentre que l'estil general era modern, cosa que ha portat els crítics literaris a dir que les primeres obres de Saarikoski formen el seu "període grec". L'interès de Saarikoski pel grec va començar molt d'hora. De fet, va estudiar grec i la literatura grega a la Universitat de Hèlsinki, a la dècada de 1950, tot i que mai va rebre el grau.
Durant la dècada de 1970 Saarikoski va continuar publicant col·leccions de poemes. La seva admiració pel filòsof grec Heràclit el va fer adopatar el seu mateix pseudònim, l'obscur (Hämärä, en finès). Saarikoski va començar a enfosquir els seus poemes de manera intencional i titulà una de les seves col·leccions Hämärän Tanssit (Danses del Fosc), que és una referència a Heràclit. Si bé algunes de les seves obres, especialment des de finals de la dècada de 1960 havien tingut una recepció negativa dels crítics, les seves últimes tres col·leccions de poemes que formen la "Tiarnia-trilogy" (1977, 1980, 1983) són vistos sovint com el segon cim artístic de la seva carrera. Van ser escrites a Suècia on Saarikoski vivia amb la seva última esposa Mia Berner. Aquestes obres reflecteixen el pessimisme cap a la societat tecnocràtica que persegueix dissuadir la participació social dels ciutadans. Totes les obres inclouen una paraula "dansa" al títol i es refereix a una forma de resistència social.
Saarikoski també va escriure columnes sota el pseudònim "Nenä" (nas"). Les seves columnes satirizen l'església, l'exèrcit, la política i, en definitiva, el conservadorisme.
Entre 1963 i 1967 va ser l'editor de la revista "Aikalainen".

## Fama
Saarikoski era una conegut celebritat a Finlàndia a causa de la seva controvertida vida personal. Era un comunista entusiasta, es va casar quatre vegades i es va convertir en un addicte a l'alcohol. Saarikoski mateix va dir: "Em guanyo vida amb la ficció perquè podria ser de veritat". En una entrevista, La filla de Saarikoski, Helena Saarikoski, va declarar que el seu pare era un excel·lent exemple d'un europeu bohemi, i com a tal va ajudar a establir una imatge d'un intel·lectual modern a Finlàndia.

## Obres
- Runot, 1958
- Toisia runoja, 1958
- Runot ja Hipponaksin runot, 1959
- Mitä tapahtuu todella?, 1962
- Tiarnia-Trilogie, 1977, 1980, 1983